# Sara Forestier
Sara Forestier (Copenhaguen, 4 d'octubre de 1986) és una actriu i director francesa.
Es va donara conèixer el 2004 pel drama L'Esquive, d'Abdellatif Kechiche, que li va valer el César a la millor actriu revelació. El 2006 va ser impulsada al paper protagonista amb el drama Hell, de Bruno Chiche, però després va continuar amb papers secundaris.
El 2010, va impressionar amb l'èxit de crítica i comercial sorpresa Le Nom des gens, de Michel Leclerc. Va guanyar el César a la millor actriu. El mateix any va interpretar a France Gall al biopic Gainsbourg, vie héroïque, de Joann Sfar. El 2012, va acompanyar Roschdy Zem al thriller Une nuit, de Philippe Lefebvre, i es retroba amb Michel Leclerc per a la comèdia social Télé Gaucho.
Confirma sent la cap de cartell de Suzanne (2013), Mes séances de lutte (2014), Primaire (2016), i M (2017), que també va escriure i dirigir.
També participa en el càsting del thriller L'amour est un crime parfait (2013), d'Arnaud i Jean-Marie Larrieu, i del drama independent La Tête haute, (2015), de Emmanuelle Bercot.

## Biografia

### Joventut i revelació crítica
Sara Forestier, nascuda a Copenhaguen a Dinamarca, va créixer a París, al costat dels seus dos germans. El seu pare treballa en la reforma d'apartaments i la seva mare és secretària en un despatx d'advocats.
Als 13 anys, va aconseguir el seu primer paper al cinema acompanyant una amiga a un càsting: finalment va ser ella la seleccionada. Després de la seva aparició a la pel·lícula Les Fantômes de Louba, el seu nom va començar a circular entre els agents, i va passar per càstings durant la seva escolarització.
El 2004, va interpretar el paper principal femení a L'Esquive, dirigida per Abdellatif Kechiche. La seva interpretació de Lydia, una noia de la ciutat HLM assajant una peça de Marivaux per a una actuació de final de curs, li va valer el César a la millor actriu revelació.

### Consagració (2005-2011)

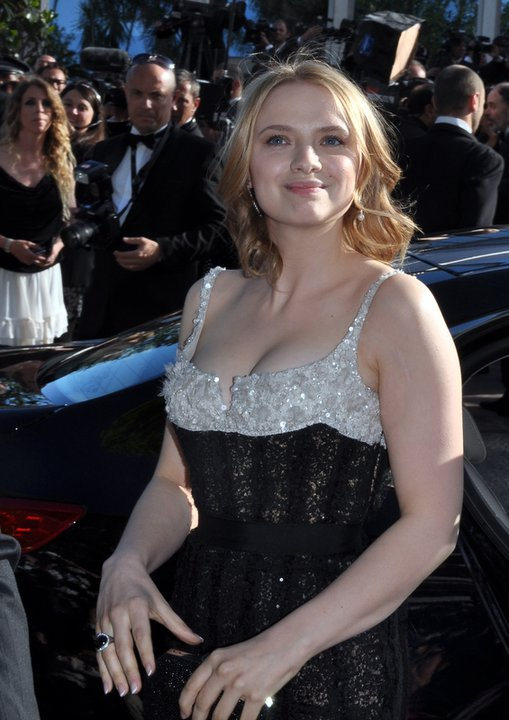
L'actriu al 64è Festival Internacional de Cinema de Canes, després de l'èxit de Le Nom des gens.

Primer va confirmar el seu nou estatus unint-se als prestigiosos càstings de tres llargmetratges: Un fil à la patte, de Michel Deville, Le Courage d'aimer, de Claude Lelouch i Quant m'estimes?, de Bertrand Blier. També va acceptar prestar la seva veu al personatge del jove Abba, a la pel·lícula d'animació Astèrix i els víkings, dirigida per Stefan Fjeldmark, i estrenada el 2006.
Però aquest any també li permet consolidar-se com a nou cap de cartell: el paper principal de Hell, sota la direcció de Bruno Chiche, li permet oferir una actuació impressionant com una jove perduda i torturada. També actua a Uns quants dies de setembre, la primera producció del guionista Santiago Amigorena al costat de Juliette Binoche i John Turturro. Finalment, participa en el càsting del thriller El perfum: història d'un assassí, na coproducció internacional dirigida per Tom Tykwer.
Es va centrar a França durant l'any següent: va actuar al teatre en una obra de Florian Zeller i va dirigir tres curtmetratges: Ça se voit direct, Un de toi i T MOI. Al mateix temps, protagonitza el drama Jean de La Fontaine, le défi, de Daniel Vigne. En el paper de Perette, s'enfronta a Lorànt Deutsch en el paper de Jean de La Fontaine i Philippe Torreton com a Jean-Baptiste Colbert. Finalment, està dirigida per Roman Polanski per a un segment de la pel·lícula Chacun son cinéma, titulat Cinéma érotique.
L'any 2009 li va permetre diversificar-se. Si bé és lectora, per a les edicions Thélème, de la novel·la La Chamade de Françoise Sagan, s'endinsa en el gènere de terror interpretant el paper femení protagonista del llargmetratge Humains, de Jacques-Olivier Molon. Allà troba Lorànt Deutsch. A més, forma part del repartiment reunit per Alain Resnais per la seva aclamada Les males herbes. Finalment, va provar la comèdia popular amb Victor, dirigida per Thomas Gilou.
L'any 2010 va trobar l'èxit amb produccions més populars: interpreta France Gall al biopic Gainsbourg, vie héroïque, interpretació lliure de la vida del cantant produïda per l'autor de còmics Joann Sfar. Però sobretot interpreta el paper principal a Le Nom des gens (2010), pel·lícula de Michel Leclerc presentada a l'obertura de la Setmana de la Crítica al 63è Festival Internacional de Cinema de Canes. Encarna Bahia Benmahmoud, el paper d'una jove extravertida que opta per tenir relacions sexuals amb homes amb una opinió política diferent a la seva per convertir-los a la seva causa. Se la veu en particular al costat de Lionel Jospin, en una aparició plena d'autocrítica per part del polític. Per la seva actuació, va rebre el César a la millor actriu el 2011.

### Confirmació i realització (des de 2012)

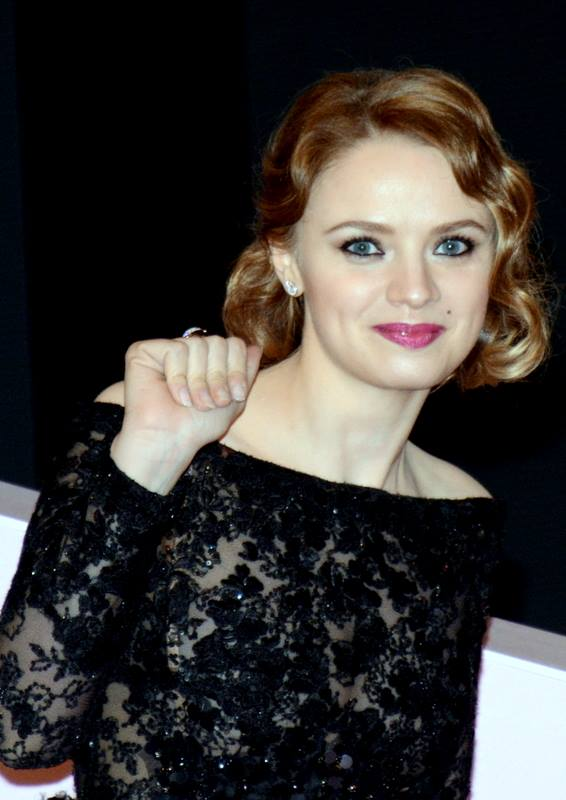
L'actriu als Césars 2014, nominada per Suzanne.

El 2012, va interpretar el paper femení principal al thriller Une nuit, de Philippe Lefebvre, al costat de Roschdy Zem, després es va retrobar amb el director Michel Leclerc per a una altra comèdia popular i política, Télé Gaucho.
El 2013, va formar amb el ballarí James Thierrée la parella al centre de la comèdia dramàtica Mes séances de lutte, escrita i dirigida per Jacques Doillon. També participa en el càsting del thriller franco-suís L'amour est un crime parfait d'Arnaud i Jean-Marie Larrieu. Però sobretot interpreta el paper del drama Suzanne, de Katell Quillévéré al costat d'Adèle Haenel i François Damiens. La seva actuació li va valer el Valois a la millor actriu al Festival de Cinema Francòfon d'Angoulême 2013, així com una nominació a la categoria de millor actriu al César 2014.
El 2015, va interpretar a Séverine, una jove mare aclaparada per l'educació del seu fill Malony (Rod Paradot), a La Tête Haute , d'Emmanuelle Bercot. El seu paper de mare amorosa però inconscient i destructiva li va valdre una nominació a la 41a cerimònia dels Premis César, com a millor actriu en un paper secundari.
Va tornar el 2016com a professora a la comèdia dramàtica Primaire, d'Hélène Angel. Tanmateix, la pel·lícula no va tenir l'èxit esperat. L'any següent, presenta el seu primer llargmetratge com a directora, M, en què també interpreta el paper protagonista femení.

### Preses de posició
Convidada a l'espectacle On n'est pas couche del 26 de setembre de 2009, Sara Forestier defensa el dret de les dones a portar un vel islàmic que considera que no és necessàriament una mostra de submissió, i denuncia les posicions dels polítics sobre aquest tema. Posteriorment declara: 
| « | Només volia dir que coneixia dones que portaven mocador al cap però que també portaven calces a casa, eren qualsevol cosa menys submises. La vida és sovint més complexa del que pensem. | » |

L'endemà de la 45a cerimònia dels Premis César del 2020, Sara Forestier lamenta no haver seguit Adèle Haenel, que va abandonar la salle Pleyel després de la concessió del César al millor director a Roman Polanski per L'oficial i l'espia, i fins i tot va declarar haver passat la nit sense dormir

## Filmografia

### Cinema
- 2001 : Les Fantômes de Louba de Martine Dugowson : Una noia 2 2
- 2002 : La Guerre à Paris de Yolande Zauberman
- 2004 : L'Esquive d'Abdellatif Kechiche : Lydia
- 2005 : Les Courants de Sofia Norlin (curtmetratge) : Andréa
- 2005 : Un fil à la patte de Michel Deville : Viviane
- 2005 : Le Courage d'aimer de Claude Lelouch : Salomé
- 2005 : Quant m'estimes? de Bertrand Blier : Muguet
- 2006 : Hell de Bruno Chiche : Hell
- 2006 : Astèrix i els víkings de Stefan Fjeldmark : Abba (doblatge)
- 2006 : Uns quants dies de setembre de Santiago Amigorena : Orlando
- 2006 : El perfum: història d'un assassí de Tom Tykwer : Jeanne
- 2007 : Jean de La Fontaine, le défi de Daniel Vigne : Perrette
- 2007 : Chacun son cinéma, sketch Cinéma érotique de Roman Polanski : la caixera del cinrma
- 2008 : Une femme en miroir, CM Cinéma d'Olivier Gregoire
- 2008 : Sandrine nella pioggia de Tonino Zangardi : Sandrine
- 2009 : Humains de Jacques-Olivier Molon : Nadia
- 2009 : Les males herbes d'Alain Resnais : Élodie
- 2009 : Victor de Thomas Gilou : Alice
- 2010 : Le Nom des gens de Michel Leclerc : Bahia Benmahmoud
- 2010 : Gainsbourg, vie héroïque de Joann Sfar : France Gall
- 2011 : HH, Hitler à Hollywood de Frédéric Sojcher : ella mateixa
- 2012 : Une nuit de Philippe Lefebvre : Laurence Deray
- 2012 : Télé Gaucho de Michel Leclerc : Clara
- 2013 : Suzanne de Katell Quillévéré : Suzanne
- 2013 : Mes séances de lutte de Jacques Doillon : Elle
- 2013 : L'amour est un crime parfait d'Arnaud i Jean-Marie Larrieu : Annie
- 2015 : La Tête haute d'Emmanuelle Bercot : Séverine
- 2016 : Primaire d'Hélène Angel : Florence
- 2017 : M d'elle-même : Lila
- 2019 : Roubaix, une lumière d'Arnaud Desplechin : Marie Carpentier
- 2020 : Filles de joie de Frédéric Fonteyne i Anne Paulicevich : Axelle
- 2021 : Playlist de Nine Antico : Sophie
- 2021 : Haters de Stéphane Marelli : Julie

### Televisió
- 2003 : Quelques jours entre nous de Virginie Sauveur : Alice
- 2004 : À cran, deux ans après d'Alain Tasma
- 2008 : Revivre de Haim Bouzaglo i Sarah Romano : Hannah Goldenberg
- 2017 : Calls (sèrie de televisió) : Lisa Larcher
- 2019 : Disparition inquiétante d'Arnauld Mercadier : Maya Rosetti
- 2021 : Une affaire personnelle, dirigida per Arnauld Mercadier : Maya Rosetti

### Clip
- 2016 : Dangereuse, videoclip de la cançó de Christophe

### Directora
Llargmetratges
- 2017 : M – també guionista

Curtmetratges
- 2005 : Ça se voit direct
- 2008 : T MOI
- 2009 : Un, deux, toi

## Teatre
- 2007 : L'Autre de Florian Zeller, posada en escena de l'autor, Comédie des Champs-Élysées
- 2008 : Confession d'une jeune fille, de Marcel Proust, extret de recull Els plaers i els dies
- 2009 : La nit de la iguana de Tennessee Williams, posada en escena Georges Lavaudant, MC93 Bobigny
- 2009 : Roberto Zucco de Bernard-Marie Koltès, lectura sobre Georges Lavaudant, Théâtre de la Ville
- 2010 : Interview de Theo Van Gogh, posada en escena Hans-Peter Cloos, Studio des Champs-Élysées

## Distincions

### Premis
- Festival Internacional de Cinema Romànic de Mons 2004: premi a l'actriu femenina per L'Esquive
- Premi Suzanne-Bianchetti 2004
- Étoiles d'or del cinema francès 2005: Estrella d'or per a la revelació femenina per L'Esquive
- César 2005: César a la millor actriu revelació per L'Esquive
- XXV edició de la Mostra de València: Menció a la millor interpretació femenina per L'Esquive[7]
- 55è Festival Internacional de Cinema de Berlín 2005: Shooting Stars
- César 2011: César a la millor actriu per Le Nom des gens
- Étoiles d'or del cinema francès 2011: Estrella d'or a la millor actriu per Le Nom des gens
- Festival de Cinema Francòfon d'Angoulême 2013: Valois a la millor actriu per Suzanne
- Festival Internacional de Cinema de Tessalònica 2013: millor actriu per Suzanne
- Fundació Gan per al Cinema 2013 per a -M-[8]

### Nominacions
- Trophées des Femmes en Or 2007 : Categoria Revelació
- César 2014 : César a la millor actriu per Suzanne
- César 2016 : César a la millor actriu secundària per La Tête haute
- César 2020 : César a la millor actriu secundària per Roubaix, une lumière